# Shao Kahn
Shao Kahn (hay General Shao) là một nhân vật hư cấu trong sê-ri game đối kháng bạo lực Mortal Kombat, ra mắt lần đầu trong phần Mortal Kombat II. Hắn là một trong số những nhân vật phản diện chính của game. Shao Kahn được miêu tả là hoàng đế của vùng Outworld. Với sức mạnh siêu nhiên, hắn đi chinh phạt khắp nơi với âm mưu mở rộng ranh giới của Outworld.
Shao Kahn xuất hiện lần đầu trong Mortal Kombat II và những phần sau đó với tư cách trùm cuối. Trong bản reboot năm 2011, hắn cũng là phản diện chính nhưng người chơi không có quyền điều khiển nhân vật này. Shao Kahn cũng xuất hiện trong Mortal Kombat 11 trong vai phản diện thứ yếu và người chơi có thể sở hữu nhân vật này thông qua việc đặt hàng trước tựa game.
Trong dòng thời gian mới, Shao Kahn hiện được gọi là General Shao, một người lính nổi tiếng trong quân đội Outworld. Câu chuyện cốt truyện của hắn trong dòng thời gian này được mở rộng hơn, với việc hắn được cải thiện về thể chất, từ một đứa trẻ yếu ớt khi sinh ra đã trở thành một chiến binh tài giỏi. Kỹ năng và chiến thuật xuất chúng của hắn cho phép hắn dẫn dắt Outworld giành được nhiều chiến thắng và chinh phục, khẳng định mình là vị tướng hàng đầu của Outworld. Tuy nhiên, mong muốn chinh phục của Shao đã kích động mối thù hận ngày càng sâu sắc với Sindel - Nữ hoàng của Outworld, vì hắn không tuân theo sự cai trị của Sindel mà là những gì hắn thấy là tốt hơn cho chính Outworld. Sau nỗ lực chiếm đoạt ngai vàng của Outworld, hắn bị cầm tù nhưng sau đó đã trốn thoát, tập hợp một đội quân để chiếm Outworld khỏi sự cai trị của Mileena.

## Về nhân vật Shao Kahn
Hoàng đế Shao Kahn là vua của Outworld (Ngoại Giới) và là phản diện chính của gần như toàn bộ seri Rồng Đen. Hắn có ngoại hình giống một Samurai của Nhật Bản và tước danh giống như Khả Hãn (Khan) của Mông Cổ. Shao Kahn có sức mạnh siêu nhiên đến mức ngang ngửa cả Raiden, cùng với đó là tính cách tàn nhẫn, hung bạo cùng sự hùng hổ trong mỗi trận đánh và rất thích hành quyết cá nhân trước toàn dân chúng, tuy nhiên Shao Kahn cũng nhân từ với một số tên tay sai khi chúng chứng minh sự trung thành của mình với hắn ta. Hoàng đế Outworld cũng đã từng tha chết cho Sindel, để bà và con gái riêng với Jerrod là Kitana được sống trong sự sung sướng của hoàng tộc. Shao Kahn không chỉ là tên bạo chúa chiến trường, hắn còn có trí tuệ siêu đẳng và nắm giữ hằng hà sa số kiến thức về ma thuật hắc ám, chẳng hạn hắn cũng có thể hút linh hồn như Shang Tsung hay điều khiển máu như Skarlet.
Tuy có sức mạnh cực lớn nhưng điểm trừ lớn nhất của Shao Kahn là khát vọng chinh phạt các realm (lãnh giới) quá lớn khiến hắn mù quáng bởi tính tự phụ và tự kiêu quá mức. Do đánh giá quá thấp nhân loại nên Shao Kahn đã để thua Liu Kang ở trận chiến thứ 10 của Mortal Kombat giữa Earthrealm (Trái Đất) và Outworld, thất bại trong việc xâm lược Trái Đất và tệ nhất là để thua chính người con gái nuôi của mình, Kitana trong một cuộc đấu tay đôi, thứ mà Youtuber SonicHaXD giải thích là "ngớ ngẩn đến mức khó tin".

## Ngoại hình
Shao Kahn có một ngoại hình khá ổn định qua các phần chơi: có thân hình cao lớn hơn hẳn các nhân vật khác, chiếc mũ làm nên thương hiệu của hắn với mặt hình hộp sọ và hai cái mào trên đầu, giáp vai đầy gai và chiếc huy chương hình đầu lâu ở chính giữa ngực; đầu trọc, khuôn mặt hơi giống ác quỷ và con ngươi đỏ. Trong Mortal Kombat 11, Shao Kahn có ngoại hình nửa người nửa rồng với gai mọc quanh người, móng vuốt rồng và mống mắt giống loài Shokan, có vẻ như hắn đã có được sức mạnh từ vua rồng Onaga trước đó.